# Кім Со Йон
Кім Со Йон (кор. 김소연, 金素姸, нар. 2 листопада 1980, Сеул, Південна Корея) — південнокорейська акторка. Відома ролями в популярних телесеріалах, таких як «Все про Єву» (2000), «Айріс» (2009), «Щасливий дім» (2016) та «Пентхаус: Війна в житті» (2020 — 2021).

## Біографія
Кім Со Йон народилася 2 листопада 1980 року у Сеулі. 
Кар'єру моделі розпочала у 1994 році, перемігши на конкурсі краси, коли їй не виповнилося ще й 14 років. У наступні кілька років Со Йон виконувала другорядні ролі в телесеріалах, багато знімалася в рекламі та стала першою з зіркових підлітків, що заробила 100 млн. вон на рекламних контрактах. Наприкінці 1990-х вона стала ведучою популярної музичної програми Inkigayo. Підвищенню популярності Со Йон сприяла одна з головних ролей у популярному серіалі «Все про Єву» 2000 року, рейтинг якого перевищив 45 % у національному ефірі. Завдяки тому, що серіал транслювався і за кордоном, Со Йон стала відомою і за межами Кореї, зокрема, в Японії.
Але наступне десятиліття було важким в кар'єрі Со Йон, серіали, в яких вона знімалася, набирали низькі рейтинги, а її спроби зніматися в Китаї також не були вдалими. У середині 2000-х думала завершити акторську кар'єру та 3 роки не знімалася у телесеріалах. Першою роботою після повернення в індустрію стали зйомки у серіалі «Гурман» 2008 року. У наступному році Со Йон отримала одну з головних ролей у серіалі «Айріс», в якому зіграла північнокорейську шпигунку. У 2010 році вона отримала головну роль у романтичному серіалі «Принцеса — прокурор», роль молодої жінки, що починає працювати в прокуратурі, закріпила за Со Йон звання різнопланової акторки, яка однаково добре може зіграти як сувору шпигунку, так і наївну дівчину.
У 2012 році Со Йон після п'ятнадцятирічної перерви повернулася на великий екран з головною роллю в історичному фільмі «Габі», в якому виконала роль королівської баристи Тані, яка бере участь у змові проти останнього короля Чосона Коджона. В тому ж році вона зіграла одну з головних ролей в історичному серіалі «Великий провидець». У лютому 2016 року почала зніматися в драмі вихідного дня «Щасливий дім»
Наприкінці березня 2019 року відбулася прем'єра серіалу «Мати моя», в якому Со Йон виконує одну з головних ролей.

### Особисте життя
У вересні 2016 року Со Йон підтвердила стосунки з актором Лі Сан У, з яким познайомилася на зйомках серіалу «Щасливий дім». Наприкінці березня наступного року пара оголосила про одруження, яке відбулося у червні 2017 року.

## Фільмографія

### Телевізійні серіали
| Рік       | Назва                                      | Роль                                | Мережа        |
| --------- | ------------------------------------------ | ----------------------------------- | ------------- |
| 1994      | «Вчитель динозаврів»                       |                                     | SBS           |
| 1994      | «Доньки заможної родини»                   | Хьо Рі (донька Квон Іль Рьона)      | KBS2          |
| 1995      | «Мін У проти Мін У»                        |                                     | KBS2          |
| 1995      | «Їх літо»                                  |                                     | KBS2          |
| 1996      | «Ти не зупинеш матері»                     | старша донька                       | SBS           |
| 1996      | «Повернення до дому»                       | Пак Мі Кьон                         | KBS2          |
| 1996      | «Місто чоловіків та жінок»                 | Ю Вон Хї                            | SBS           |
| 1996      | «1.5»                                      |                                     | MBC           |
| 1996      | «Обов'язкова звітність»                    | Ву Чі Су                            | KBS2          |
| 1996      | «Відкрий своє серце»                       | Чон Ю Кьон                          | MBC           |
| 1996      | «Сім ложок»                                | Хьо Джу                             | MBC           |
| 1997      | «Через кохання»                            |                                     | KBS2          |
| 1997      | «Різдво в травні» (спеціальна драма)       |                                     | KBS2          |
| 1997      | «Вчора»                                    | Лі Син Хє                           | MBC           |
| 1997      | «Під час її першої ночі»                   |                                     | KBS2          |
| 1998      | «Клініка Сунпун»                           | о Со Йон                            | SBS           |
| 1998      | «Я кохаю тебе, я кохаю тебе»               | Лі Сун Йон                          | SBS           |
| 1998      | «Переможці»                                | Кім Со Джу                          | SBS           |
| 1999      | «Кишеньковий злодій по імені…»             | Кім Чі Хьон                         | KBS2          |
| 1999      | «Ми побачили маленьку загублену пташку»    | Со Га Хї                            | KBS2          |
| 1999      | «Божевільна реклама»                       | Лі Йо Рін                           | KBS2          |
| 2000      | «Все про Єву»                              | Хо Йон Мі                           | MBC           |
| 2000      | «Мама і сестра»                            | Но Син Рі / Чан Ю Кьон              | MBC           |
| 2002      | «Сонячне світло на мене»                   | Кім Йон У                           | MBC           |
| 2002      | «Тріо»                                     | Чхве Со Йон                         | MBC           |
| 2004      | «Ринок людей»                              | Хон Сі Йон                          | SBS           |
| 2004      | «Так само, як прекрасний літаючий метелик» | Чін Жі Хї                           | CCTV          |
| 2005      | «Осінній душ»                              | Лі Кьо Ин                           | MBC           |
| 2007      | «Купці Анхї»                               | Ху Ю Лін                            | DTV           |
| 2008      | «Гурман»                                   | Юн Чу Хї                            | SBS           |
| 2009      | «Айріс»                                    | Кім Сон Хва                         | KBS2          |
| 2010      | «Принцеса — прокурор»                      | Ма Хьо Рі                           | SBS           |
| 2010      | «Лікар Чамп»                               | Кім Йон У                           | SBS           |
| 2010      | «Афіна: Богиня війни»                      | Кім Сон Хва (Камео, 17 та 19 серії) | SBS           |
| 2012      | «Великий провидець»                        | Хє Ін                               | SBS           |
| 2013      | «Айріс 2: Нове покоління»                  | Кім Сон Хва (камео, 20 серія)       | KBS2          |
| 2013      | «Два тижні»                                | Пак Че Кьон                         | MBC           |
| 2014      | «Мені потрібна романтика 3»                | Шин Чу Йон                          | tvN           |
| 2015      | «Знову бити»                               | Кім Сун Чон                         | jTBC          |
| 2015      | «Високі почуття»                           | ведуча розважальних новин (камео)   | Naver TV Cast |
| 2016      | «Ще один щасливий кінець»                  | Розлучена жінка (1 серія)           | MBC           |
| 2016      | «Щасливий дім»                             | Бон Хє Рьон                         | MBC           |
| 2017      | «Діти ХХ століття»                         | директор Кім (камео)                | MBC           |
| 2018      | «Таємна мати»                              | Кім Ліза                            | SBS           |
| 2019      | «Мати моя»                                 | Кан Мі Рі                           | KBS2          |
| 2020-2021 | «Пентхаус: Війна в житті» (3 сезона)       | Чхон Со Чжін                        | SBS           |
| 2023      | «Легенда про Куміхо. 1938»                 | Рю Хон Джу                          | tvN           |

### Фільми
| Рік  | Назва                               | Роль                                     |
| ---- | ----------------------------------- | ---------------------------------------- |
| 1997 | «Змінити»                           | Ко Ин Бі                                 |
| 2005 | «Сім мечів»                         | Люжу / Зелена перлина                    |
| 2007 | «Світлини» (короткометражний фільм) | фотографка                               |
| 2010 | «Айріс. Кіно»                       | Кім Сон Хва                              |
| 2012 | «Габі»                              | Таня                                     |
| 2015 | «Прогноз кохання»                   | перша колишня дівчина Кан Чун Су (камео) |

## Нагороди
| Рік  | Нагорода                                   | Категорія                                                        | Робота                                                      | Результат | Прим.         |
| ---- | ------------------------------------------ | ---------------------------------------------------------------- | ----------------------------------------------------------- | --------- | ------------- |
| 1994 | Міс Binggrae                               | Міс Binggrae (червень)                                           | Н/Д                                                         | Перемога  |               |
| 1994 | 2-га Премія SBS драма                      | Краща юна акторка                                                | «Вчитель динозаврів»                                        | Перемога  |               |
| 1998 | 6-та Премія SBS драма                      | Нагорода за популярність (акторка)                               | «Клініка Сунпун», «Переможці», «Я кохаю тебе, я кохаю тебе» | Перемога  |               |
| 2000 | 19-та Премія MBC драма                     | Найпопулярніший персонаж                                         | «Все про Єву»                                               | Перемога  |               |
| 2008 | 16-та Премія SBS драма                     | Краща акторка другого плану у спеціальній драмі                  | «Гурман»                                                    | Перемога  |               |
| 2009 | 23-тя Премія KBS драма                     | Нагорода за майстерність (акторка середньотривалої драми)        | Айріс                                                       | Номінація | [ 14 ]        |
| 2009 | 23-тя Премія KBS драма                     | Нагорода за популярність (акторки)                               | Айріс                                                       | Перемога  | [ 14 ]        |
| 2010 | 46-та Премія мистецтв Пексан               | Краща акторка                                                    | Айріс                                                       | Номінація |               |
| 2010 | 18-та Премія SBS драма                     | Нагорода за високу майстерність (акторка спеціальної драми)      | «Лікар Чамп»                                                | Номінація | [ 15 ]        |
| 2010 | 18-та Премія SBS драма                     | Нагорода за майстерність (акторка серіалу)                       | «Принцеса — прокурор»                                       | Номінація | [ 15 ]        |
| 2010 | 18-та Премія SBS драма                     | Топ-10 зірок                                                     | «Принцеса — прокурор», «Лікар Чамп»                         | Перемога  | [ 15 ]        |
| 2011 | 6-й Азійський модельний фестиваль          | Спеціальна нагорода                                              | Н/Д                                                         | Перемога  |               |
| 2011 | 9-та Корейський ювелірний ярмарок          | Найдорогоцінніша леді                                            | Н/Д                                                         | Перемога  |               |
| 2012 | 20-та Премія Корейської культури та розваг | Нагорода за майстерність (кіноакторки)                           | «Габі»                                                      | Перемога  |               |
| 2012 | 20-та Премія SBS драма                     | Нагорода за високу майстерність (акторка серіалу)                | «Великий провидець»                                         | Номінація |               |
| 2013 | 18-й Пусанський міжнародний кінофестиваль  | Female Fashionista Award                                         | Н/Д                                                         | Перемога  |               |
| 2013 | 2-га Премія «Зірок МААТР»                  | Нагорода за майстерність (акторки)                               | «Два тижні»                                                 | Перемога  | [ 16 ]        |
| 2013 | 32-га Премія MBC драма                     | Нагорода за майстерність (акторка мінісеріалу)                   | «Два тижні»                                                 | Номінація |               |
| 2013 | 6-та Премія Herald-Donga TV Lifestyle      | Кращий стиль                                                     | Н/Д                                                         | Перемога  | [ 17 ]        |
| 2015 | 15-та Премія розваг MBC                    | Нагорода за високу майстерність у вар'єте шоу                    | «Ми одружилися»                                             | Перемога  |               |
| 2015 | 15-та Премія розваг MBC                    | Краща пара (разом з Квак Сі Яном)                                | «Ми одружилися»                                             | Номінація |               |
| 2016 | 5-та Премія «Зірок МААТР»                  | Нагорода за високу майстерність (акторка серіалу)                | «Щасливий дім»                                              | Перемога  | [ 18 ]        |
| 2016 | 9-та Премія корейської драми               | Головний приз (Daesang)                                          | «Щасливий дім»                                              | Перемога  | [ 19 ]        |
| 2016 | 9-та Премія корейської драми               | Зірка року                                                       | «Щасливий дім»                                              | Перемога  | [ 19 ]        |
| 2016 | 35-та Премія MBC драма                     | Головний приз (Daesang)                                          | «Щасливий дім»                                              | Номінація |               |
| 2016 | 35-та Премія MBC драма                     | Нагорода за високу майстерність (акторка серіалу)                | «Щасливий дім»                                              | Перемога  |               |
| 2016 | 35-та Премія MBC драма                     | Краща пара (разом з Лі Сан У)                                    | «Щасливий дім»                                              | Номінація |               |
| 2016 | 35-та Премія MBC драма                     | Краща пара (разом з Лі Пхіль Мо)                                 | «Щасливий дім»                                              | Номінація |               |
| 2018 | 26-та Премія SBS драма                     | Нагорода за майстернісь (акторка щоденної / вихідного дня драми) | «Таємна мати»                                               | Перемога  | [ 20 ]        |
| 2019 | 33-тя Премія KBS драма                     | Нагорода за майстерність (акторка серіалу)                       | «Мати моя»                                                  | Перемога  | [ 21 ]        |
| 2020 | 28-ма Премія SBS драма                     | Головний приз (Daesang)                                          | «Пентхаус: Війна в житті»                                   | Номінація | [ 22 ] [ 23 ] |
| 2020 | 28-ма Премія SBS драма                     | Нагорода за високу майстерність (акторка середньотривалої драми) | «Пентхаус: Війна в житті»                                   | Перемога  | [ 22 ] [ 23 ] |
| 2021 | 57-ма Премія мистецтв Пексан               | Краща акторка телебачення                                        | «Пентхаус: Війна в житті»                                   | Перемога  | [ 24 ]        |
| 2021 | Премія Гріме                               | Краща акторка                                                    | «Пентхаус: Війна в житті»                                   | Перемога  |               |
| 2021 | Премія корейських телерадіомовників        | Нагорода за популярність                                         | «Пентхаус: Війна в житті» (1 та 2 сезон)                    | Номінація |               |
| 2021 | 29-та Премія SBS драма                     | Головний приз (Daesang)                                          | «Пентхаус: Війна в житті» (2 та 3 сезон)                    | Перемога  |               |
| 2021 | 29-та Премія SBS драма                     | Нагорода за високу майстерність (акторка мінісеріалу)            | «Пентхаус: Війна в житті» (2 та 3 сезон)                    | Номінація |               |
| 2021 | 29-та Премія SBS драма                     | Краща пара (разом з Ом Кі Джуном)                                | «Пентхаус: Війна в житті» (2 та 3 сезон)                    | Номінація |               |
| 2021 | Сеульська міжнародна премія драми          | Видатна корейська акторка                                        | «Пентхаус: Війна в житті»                                   | Номінація |               |
| 2021 | Сеульська міжнародна премія драми          | Краща акторка                                                    | «Пентхаус: Війна в житті»                                   | Номінація |               |
| 2022 | 8-ма Премія «Зірок МААТР»                  | Нагорода за високу майстерність (акторка серіалу)                | «Пентхаус: Війна в житті» (2 та 3 сезон)                    | Номінація |               |
| 2022 | Фестиваль телереклами                      | Рекламна зірка                                                   | Кім Со Йон                                                  | Перемога  |               |